# مابیالا براندون
مابیالا براندون (انگلیسی: Mabiala Brandon؛ زادهٔ ۵ نوامبر ۱۹۸۹) بازیکن فوتبال اهل فرانسه است.